# Nordwestafrikanisches Langohr
Das Nordwestafrikanische Langohr (Plecotus gaisleri) ist eine in Afrika verbreitete Fledermaus in der Familie der Glattnasen.

## Taxonomie
Die Population wurde ursprünglich als Unterart des Kanaren-Langohrs (Plecotus teneriffae) beschrieben. Der Artzusatz im wissenschaftlichen Namen ehrt den tschechischen Zoologen Jiří Gaisler. Zuvor wurde die Population als Synonym des Grauen Langohrs (Plecotus austriacus) oder des Balkan-Langohrs (Plecotus kolombatovici) betrachtet.

## Merkmale
Die Art unterscheidet sich nur wenig im äußeren Erscheinungsbild vom Balkan-Langohr. Deutliche Unterschiede bestehen in abweichenden Details des Schädels und in den genetischen Eigenschaften. Zusätzlich sind die Verbreitungsgebiete der Arten weit separiert. Beim Nordwestafrikanischen Langohr sind die Unterarme 37 bis 42,7 mm lang und das Gewicht liegt bei 5 bis 8 g. Das Fell der Oberseite ist hellbraun gefärbt, während die Unterseite intensiv gelbbraunes Fell trägt. Populationen in der Nähe der Sahara sind heller als Populationen am Mittelmeer. Die Farbe der Flughäute, der Ohren und anderer nackter Stellen ist hellbraun.

## Verbreitung
Das Verbreitungsgebiet reicht von Marokko bis Libyen. Für Populationen auf Malta und Pantelleria ist noch nicht geklärt, ob sie zu dieser Art oder zum Balkan-Langohr zählen. Die Exemplare halten sich in Savannen und in mediterranen Buschlandschaften in Wassernähe auf. Sie besuchen Oasen in Saharanähe und das Atlasgebirge bis 2600 Meter Höhe.

## Lebensweise
Diese Fledermaus überwintert in Höhlen und ruht in der warmen Jahreszeit in Felsspalten oder in von Menschen geschaffenen Hohlräumen. Allgemein sind die Tiere Einzelgänger, jedoch bilden säugende Weibchen kleine Gruppen. Das Nordwestafrikanische Langohr jagt Nachtfalter und andere fliegende Insekten dicht über dem Grund. In anderen Bereichen der Lebensweise entspricht die Art vermutlich anderen Langohren.
Die IUCN fügte die Population 2008 dem Balkan-Langohr zu. Eine erneute Beurteilung der Gefährdung steht aus.